# Pogonosoma bleekeri
Pogonosoma bleekeri är en tvåvingeart som först beskrevs av Carl Ludwig Doleschall 1858.  Pogonosoma bleekeri ingår i släktet Pogonosoma och familjen rovflugor. Inga underarter finns listade i Catalogue of Life.